# Gargano

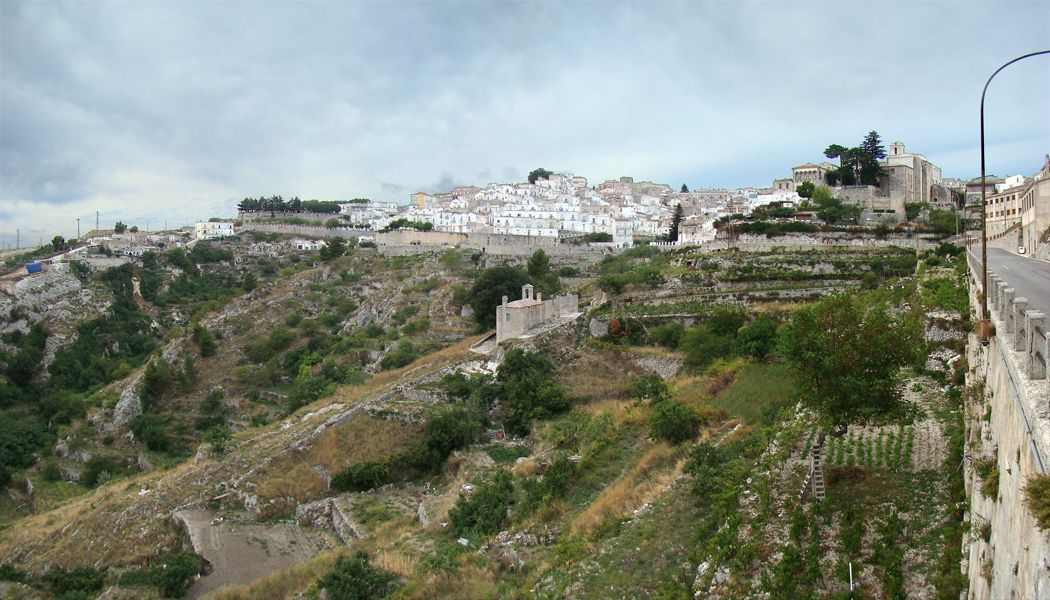
Monte Sant'Angelo nas encostas do monte Gargano

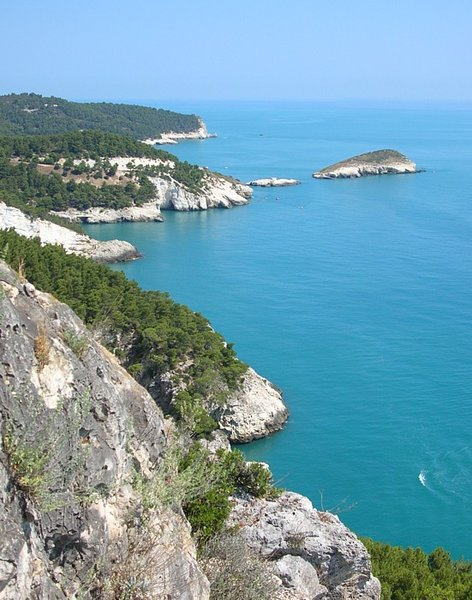
Paisagem típica da costa no Gargano

Gargano é uma região histórica e geográfica da Itália, situada na Apúlia (em italiano: Puglia), consistindo de um maciço isolado de montanhas com vários picos que formam a espinha dorsal do Promontório de Gargano que se adentra no mar Adriático. O cume mais alto é o do Monte Calvo com 1 065 m de altitude. A maioria da área de terra firme, cerca de 1 200 km² faz parte do Parque Nacional do Gargano, fundado em 1991. Gargano situa-se na província italiana de Foggia.
A península de Gargano é parcialmente coberta pelos restos de uma antiga floresta, Foresta Umbra, a única parte remanescente na Itália da antigo floresta de carvalho e faia que cobriam grande parte da Europa Central, bem como as florestas dos Apeninos. Horácio cita os carvalhos de Garganus na Ode 2.9, bem como sua floresta em uma carta a Augusto (2.1).
Junto ao Monte Gargano encontra-se o Santuário do Monte de São Miguel Arcanjo, dedicado a São Miguel Arcanjo, que é considerado um dos mais célebres da região. Devotos de todo o mundo visitam-no. O santuário fica perto do Convento de Nossa Senhora das Graças, na localidade de San Giovanni Rotondo, onde viveu e morreu o santo estigmatizado Padre Pio de Pietrelcina.